# ピーター・ラッドロー (初代ラッドロー伯爵)
初代ラッドロー伯爵ピーター・ラッドロー（Peter Ludlow, 1st Earl Ludlow PC、1730年4月21日 – 1803年10月26日）は、グレートブリテン王国の政治家、アイルランド貴族。庶民院議員、王室監査官を務めた。庶民院でははじめロッキンガム侯爵派、のちポートランド公爵派に属したが、フランス革命戦争への参戦に反対し続け、ポートランド公爵から見放された。晩年には1800年合同法に反対した。

## 生涯

### 叙爵まで
ピーター・ラッドロー（Peter Ludlow、1750年6月19日没）と妻メアリー（ジョン・プレストンの娘）の息子として、1730年4月21日に生まれた。
1753年6月26日、フランシス・ラムリー＝サンダーソン（Frances Lumley-Saunderson、1796年3月20日没、トマス・ラムリー＝サンダーソンと妻フランシスの娘）と結婚、2男4女をもうけた。
- オーガスタス（1755年1月1日 – 1811年11月7日） - 第2代ラッドロー伯爵[1]
- ジョージ・ジェームズ（英語版）（1758年12月12日 – 1842年4月16日） - 第3代ラッドロー伯爵、初代ラッドロー男爵[1]
- フランシス・マリア（1804年9月30日没[3]）
- アン・バーバラ（1760年 – 1833年8月15日[3]）
- ハリエット（1833年5月12日没[3]）
- シャーロット（1831年4月4日没[3]）

義母フランシスの申請により、1755年12月19日、アイルランド貴族であるミーズ県アードサラにおけるラッドロー男爵に叙された。フランシスはさらにラッドローの伯爵への昇叙を繰り返し申請し、首相ニューカッスル公爵はアイルランド総督のベッドフォード公爵は難色を示したが、最終的には同意し、ラッドローは1760年10月13日にアイルランド貴族であるミーズ県アードサラにおけるプレストン子爵、ラッドロー伯爵に叙された。1776年6月18日、アイルランド貴族院議員に就任した。

### 議会選挙
1767年12月、フランシスは今度はバラブリッジ選挙区でラッドローをグレートブリテン庶民院議員に当選させることを（このときには首相を退任していた）ニューカッスル公爵に申請した。もっとも、ラッドローはこのときにはハンティンドンシャー選挙区で当選する見込みがあり（後述）、ラッドローがバラブリッジで当選することはなかった。
1768年イギリス総選挙でハンティンドンシャー選挙区から出馬した。ハンティンドンシャーではマンチェスター公爵家とサンドウィッチ伯爵家が大きな影響力を有し、1761年イギリス総選挙でそれぞれ1議席を指名したが、1765年12月の補欠選挙に際して、第4代サンドウィッチ伯爵ジョン・モンタギューが次の総選挙で息子のヒンチンブルック子爵とハンディンドンシャーにいくらか影響力を有する初代カリスフォート男爵ジョン・プロビーの出馬を支持すると発表した。これに対し、第4代マンチェスター公爵ジョージ・モンタギューは現職の第5代準男爵サー・ロバート・バーナードと自身の弟チャールズの出馬を支持すると発表した。1766年11月までにバーナードとマンチェスター公爵が決裂したが、バーナードは立候補を取り下げず、サンドウィッチ伯爵はハンディンドンシャーにいくらか影響力を有するラッドロー伯爵を仲介にしてマンチェスター公爵と交渉した。マンチェスター公爵がサンドウィッチ伯爵に対し、バーナードを支持しないことを公式に認めると、サンドウィッチ伯爵は自身の推す候補への支持を固めたが、1767年11月になって、カリスフォート男爵が財政難により立候補を断念した。そこでラッドロー伯爵がマンチェスター公爵の指名する候補になり、1768年の総選挙でヒンチンブルック子爵とともに無投票で当選した。マンチェスター公爵とサンドウィッチ伯爵は以降も敵対したが、州選挙区の選挙戦は出費が多く、2人は選挙戦を回避すべく妥協を重ねた。その結果、ラッドロー伯爵とヒンチンブルック子爵は1774年、1780年、1784年、1790年の総選挙において無投票で再選した。特に1790年の総選挙では第2代カリスフォート男爵ジョン・プロビーが議会入りを望み、議席購入すらも検討すると表明していたが、結局サンドウィッチ伯爵が引き続きマンチェスター公爵と手を組むことを選び、カリスフォート男爵は代償としてカリスフォート伯爵位とほかの選挙区での議席を与えられた。

### 議会政治
グレートブリテン庶民院ではロッキンガム侯爵派ホイッグ党に属し、1782年までの採決で常に野党に同調したが、この時期に議会演説の記録はなかった。
第二次ロッキンガム侯爵内閣において、1782年4月に王室監査官に任命され、同年4月9日に枢密顧問官に就任した。その後、シェルバーン伯爵内閣期にアメリカ独立戦争の予備講和条約に賛成票を投じ、フォックス＝ノース連立内閣期にチャールズ・ジェームズ・フォックスが提出したイギリス東インド会社規制法案にも賛成票を投じた。1784年に王室監査官を退任、以降ポートランド公爵派ホイッグ党に属し、1785年3月にホイッグ・クラブ（Whig Club）、1786年2月にブルックスに加入した。1785年に選挙法改正を支持し、1791年から1792年にかけて露土戦争をめぐり対露開戦に反対した。また1791年にスコットランドにおける審査法廃止に賛成、1793年以降フォックスと同様にフランス革命戦争への参戦に反対し続けた。1794年より財政難に陥り、領地の多くを売却したうえアイルランド総督に子女への年金を申請して拒否されたほか、1795年8月にもポートランド公爵に子女への年金を申請した。しかしポートランド公爵はフランス革命戦争により与党に転じており、野党にとどまったままのラッドロー伯爵からの申請を拒否した。そして、ラッドロー伯爵は1796年イギリス総選挙をもって庶民院議員を退任した。
以降も家計が苦しかったが、友人でアイルランド総督のコーンウォリス侯爵が1800年合同法への支持を求めてきたとき、「（アイルランド貴族の）侯爵位、グレートブリテン貴族の爵位、連合王国議会の議席、いかなる官職、または即時の報酬を望むなら国庫に手を入れることもできる」といった選択肢を与えるも、ラッドロー伯爵はいずれも拒否した。コーンウォリス侯爵はさらにラッドロー伯爵に会うことを求めたが、ラッドロー伯爵は拒否し、「あれほど破滅的な政策が扇動されていることよりも残念に思うのは、その政策を推進しているのがあれほど高評価を下したC.卿（コーンウォリス）であることだ」と述べた。

### 死去
1803年10月26日にミーズ県アードサラで死去、息子オーガスタスが爵位を継承した。